# Elena Albertina Iparraguirre Revoredo
Elena Albertina Iparraguirre Revoredo (Ica, Perú, 1948), coneguda també com a Camarada Míriam, és una militant històrica del Partit Comunista del Perú (PCP) i esposa del dirigent Abimael Guzmán.

## Biografia
Elena Iparraguirre va néixer al si d'una família de comerciants, la qual cosa la va portar a viure la infància al llarg de la costa peruana. El seu pare, Alberto Iparraguirre, pertanyia al Partit Aprista Peruà (PAP), proscrit en aquella època per la seva ideologia socialista, motiu pel qual va passar alguns anys a la presó. Es va graduar com a professora d'educació inicial i va obtenir un mestratge en retard mental de menors a París.
Mare de dos fills i casada amb l'enginyer químic Javier Verástegui, el 1968 va ingressar en el Partit Comunista Peruà, dividit llavors entre els qui defensaven les propostes xineses i les soviètiques. Iparraguirre, des del principi, es va involucrar amb la facció maoista que després es va transformar en Sendero Luminoso. Des d'aleshores va donar suport en les presons als detinguts per liderar moviments populars a la Regió d'Ayacucho i va impartir cursets, denominats 'escoles populars', als mestres.
El 1969 va conèixer Augusta La Torre, l'esposa d'Abimael Guzmán, que havia viatjat a Lima per aconseguir l'alliberament del líder senderista, detingut pels alçaments violents de professors públics esdevinguts aquell any a Ayacucho. Entre el 1970 i el 1974 va viure a París amb el seu marit i en tornar va formar, juntament amb Augusta La Torre, el Moviment Femení Popular, el propòsit del qual era reclutar dones de classe baixa i mitjana.
Incapaç de seguir endavant amb els seus compromisos personals com a mare i esposa, Iparraguirre va abandonar el 1976 la seva família per dedicar-se de ple a la militància maoista. En declaracions a l'agència EFE va dir: "Em vaig rebel·lar contra el paper que la societat imposa a les dones i em vaig lligar el cor amb els budells i vaig sortir sense mirar enrere".
El 1977 va passar a la clandestinitat com a membre de la Direcció Central de Sendero Luminoso i des del 1979 va formar part del Buró Polític que, dirigit per Guzmán, va iniciar la guerra contra l'estat el 17 de maig del 1980 a Ayacucho. Des de Lima, la cúpula senderista va dirigir l'activitat terrorista, atès que Guzmán pateix una malaltia que li impedia viure a una altitud superior a 2000 metres, la mínima a la qual es troben les principals comunitats andines. La seva tasca va ser vital i a partir de la mort de l'esposa de Guzmán, al novembre del 1989, per causes encara no esclarides, 'Míriam' es va convirtir en la número dos de la banda maoista.
Al setembre del 1992 va ser capturada, juntament amb Guzmán i part de la cúpula de l'organització a Lima i va ser reclosa en la Base Naval del Callao, on va ser condemnada un mes després a cadena perpètua per la justícia militar. La sentència, però, es va anul·lar després per inconstitucional.
El 1993, Sendero va proposar un acord de pau amb el govern de l'aleshores president Alberto Fujimori (1990-2000) i, a l'inici del 2005, Iparraguirre va ser traslladada a la presó femenina de Santa Mónica. Així va ser separada del fundador de Sendero, el seu company sentimental des de la mort de La Torre, i aïllada de la resta de preses polítiques. El 2006, Elena Iparraguirre i Abimael Guzmán van ser condemnats finalment a cadena perpètia en un nou judici celebrat a la Base Naval del Callao.
El 20 d'agost del 2010 es va casar amb Abimael Guzmán a la presó de la Base Naval del Callao, després que ambdós iniciessin, el 21 d'abril del mateix any, una vaga de fam contra el govern peruà per no concedir-los la possibilitat del matrimoni.